# Ammar Jemal
Ammar Jemal (ur. 20 kwietnia 1987 w Susie) – piłkarz tunezyjski grający na pozycji środkowego obrońcy.

## Kariera klubowa
Karierę Jemal rozpoczął w klubie Étoile Sportive du Sahel. W 2007 roku zadebiutował w jego barwach w rozgrywkach pierwszej lidze tunezyjskiej. W tym samym roku wygrał z Étoile Sportive Ligę Mistrzów (0:0, 3:1 z Al-Ahly Kair) oraz wywalczył mistrzostwo kraju. W 2008 roku wystąpił w finale Pucharu Tunezji, a także zdobył Superpuchar Afryki.
W 2010 roku Jemal przeszedł do szwajcarskiego BSC Young Boys z Berna. Z kolei w 2011 roku został wypożyczony do 1. FC Köln.
28 sierpnia 2012 roku Jemal podpisał kontrakt z AC Ajaccio.
| Sezon   | Klub                | Kraj       | Rozgrywki     | Mecze | Bramki | Rozgrywki Europy                    | Mecze | Bramki |
| ------- | ------------------- | ---------- | ------------- | ----- | ------ | ----------------------------------- | ----- | ------ |
| 2006/07 | ES Sahel            | Tunezja    | T.Ligue 1     | 3     | 0      | -                                   | -     | -      |
| 2007/08 | ES Sahel            | Tunezja    | T.Ligue 1     | 0     | 0      | -                                   | -     | -      |
| 2008/09 | ES Sahel            | Tunezja    | T.Ligue 1     | 11    | 9      | -                                   | -     | -      |
| 2009/10 | ES Sahel            | Tunezja    | T.Ligue 1     | 21    | 3      | -                                   | -     | -      |
| 2010/11 | BSC Young Boys      | Szwajcaria | Axpo League   | 26    | 5      | Liga Mistrzów UEFA Liga Europy UEFA | 4 7   | 0 1    |
| 2011/12 | 1. FC Köln (wyp.)   | Niemcy     | 1. Bundesliga | 15    | 1      | -                                   | -     | -      |
| 2012/13 | AC Ajaccio          | Francja    | Ligue 1       | 1     | 0      | -                                   | -     | -      |
| 2012/13 | Club Africain Tunis | Tunezja    | T.Ligue 1     | 0     | 0      | -                                   | -     | -      |

Stan na: 9 stycznia 2013 r.

## Kariera reprezentacyjna
W reprezentacji Tunezji Jemal zadebiutował 11 lutego 2009 roku w zremisowanym 1:1 towarzyskim spotkaniu z Holandią. W 2010 roku w Pucharze Narodów Afryki 2010 był podstawowym zawodnikiem i zagrał w 3 meczach: z Zambią (1:1), Gabonem (0:0) i z Kamerunem (2:2).